# 吴庆彤
吴庆彤（1924年10月—2016年12月8日），直隶蠡县人，中华人民共和国政治人物。

## 生平
1939年7月参加八路军，1940年5月加入中国共产党。
1941年5月，任冀中第九军分区司令部机要科机要组组长等。1945年8月，历任晋察冀野战军司令部机要科秘书、第十九兵团司令部机要业务室主任等。1949年后，任中国人民解放军第六十四军司令部机要处处长等。朝鲜战争中，任中国人民志愿军军司令部机要科科长。1952年2月，先后任国务院秘书厅秘书室主任、国务院值班室主任等。“文革”中同时负责国务院业务组的日常办公秘书事务。1977年，任中共国务院办公室党组书记、国务院办公室主任。1978年7月，兼任中央保密委员会办公室副主任委员。1979年3月，先后任国务院副秘书长、国务院机关党组成员。1980年9月，兼任国务院军队转业干部安置工作小组成员等。1985年11月，任国务院参事室主任。1993年10月，先后任中国残疾人联合会第二届、第三届主席团副主席等。2000年7月，离休。
2016年12月8日，在北京去世。